# 飴売清兵衛
飴売 清兵衛（あめうり せいべえ、? - 明治3年12月（1871年2月））は、明治時代の一揆指導者。

## 経歴・人物
陸前栗原郡宮沢村の人物。
戊辰戦争終結後の明治3年12月15日（1871年2月4日）、明治新政府を批判して農民数千人と共に富豪の家を襲撃する。一揆は鎮圧され、のち清兵衛は処刑された。 